# Костюхино
Костю́хино — деревня в Палехском районе Ивановской области России. Входит в Раменское сельское поселение.

## География
Находится в 6,4 км к югу от Палеха.

## История
Входила в Тименское сельское поселение, после его упразднения вошла в Раменское сельское поселение.

## Население
| 1859 | 1905 | 2010 |
| ---- | ---- | ---- |
| 214  | ↘134 | ↘25  |

### Национальный и гендерный состав
Согласно результатам переписи 2002 года, в национальной структуре населения русские составляли 93 % из 44 чел., из них 20 мужчин, 24 женщины.

## Инфраструктура
Основа экономики — сельское хозяйство.
Личное подсобное хозяйство. Есть холодное водоснабжение, электричество.

## Транспорт
Просёлочные дороги.